# Regeringskris
Regeringskris är en situation när det ifrågasätts att regeringen kan styra landet och regeringen hotar att avgå eller riskerar att avsättas innan mandatperioden har gått ut. Begreppet är tidigast känt i svenska språket 1898.
En regeringskris kan utlösas av olika skäl: 
1. Regeringens förslag till framtida politik i form av en specifik proposition ifrågasätts. Om det är en avgörande fråga kan regeringen göra den till kabinettsfråga. Regeringen hotar då att avgå om den inte får parlamentariskt stöd för propositionen, exempelvis för att regeringen inte vill regera landet enligt oppositionens budgetmotion istället för sin egen budgetproposition.
2. Regeringens tidigare agerande ifrågasätts, och regeringen förlorar[3], alternativt riskerar att förlora, en förtroendeomröstning. Därmed riskerar regeringen att avsättas efter misstroendeförklaring.
3. Interna spänningar uppstår, exempelvis oenighet i en koalitionsregering, eller ministrar gör myteri
4. Statskuppsförsök

En regeringskris kan resultera i omförhandlingar om regeringens proposition, i försök till  regeringsombildning eller i nyval. Under en regeringskris kan en avgående regering fungera som expeditionsministär, vanligen en minoritetsregering. 
I Europa är den vanligaste orsaken till regeringskriser förlusten av det parlamentariska underlaget till regeringen, exempelvis när en koalitionspartner eller ett stödparti inte längre stödjer regeringens politik eller när riksdagsledamöter lämnar sitt tidigare parti. I Västeuropa är Italien det land som har flest sådana incidenter; den genomsnittliga längden på en italiensk regering är bara drygt 1 år. Även Nederländerna har ofta haft regeringskriser, exempelvis 2005, 2006, 2010 och 2012, medan regeringar i flertalet andra länder varar i genomsnitt 2-3 år.

## Exempel på regeringskriser

### Sverige
- Borggårdskrisen 1913-1914
- Försvarskrisen 1923-1924
- Regeringskrisen 1978
- Regeringskrisen 1981[3]
- Regeringskrisen 1990
- Regeringskrisen 2014
- Regeringskrisen 2021

### Övrigt
- Regeringskriser under Weimarrepubliken i Tyskland 1919-1933
- Norge 1971
- Tyskland 1977
- Åland 2001 och 2004
- Mongoliet 2006
- Belgien 2008 och 2010-2011 (den senare under en 541 dagar lång expeditionsregering)
- Italien 2008
- Rumänien 2009